# ブルネイの都市圏
ブルネイの都市圏（ブルネイのとしけん）では、東南アジア・ボルネオ島（カリマンタン島）にある、ブルネイ・ダルサラーム国の都市圏について解説する。ブルネイには2つの都市圏、北東都市圏（英語: North East Metropolitan Area of Brunei）と南西都市圏（英語: South West Metropolitan Area of Brunei）がある。

## 北東都市圏
北東都市圏は人口約385,000人（2008年）の都市圏で、行政的にはブルネイ・ムアラ地区に属する。最大の都市は首都・バンダルスリブガワンである。次いでジュルドンが大きく、ガドン、ブラカスがそれに次ぐ。ただしブラカスはブルネイ国内の都市の中で2番目に人口の少ない町である。人口の59%はマレー人、34%は中国人とヨーロッパ人、7%がその他の民族である。

## 南西都市圏
南西都市圏は人口約91,900人（2008年）の都市圏で、行政的にはブライト地区に属する。地区の行政庁所在地・クアラブライトが最大の都市で、2番目がセリアである。46%がマレー人、44%が中国人とヨーロッパ人、10%がその他の民族である。